# Byars
Byars – miasto w Stanach Zjednoczonych, w stanie Oklahoma, w hrabstwie McClain.